# Émile Perrin
Pour les articles homonymes, voir Émile Perrin et Perrin.
Émile-César-Victor Perrin, né le 19 janvier 1814 à Rouen et mort le 8 octobre 1885 à Paris 17e, est un peintre, critique d'art et décorateur de théâtre.

## Biographie
Sans fortune, vers 1843, il se fait héberger par un très proche parent à Aunay-sous-Crécy près de Dreux, ville où il exerce ses talents. Il peint notamment des portraits de personnalités drouaises, Malfilâtre sur son lit de mort, Mademoiselle de la Vallière se retirant dans un couvent, Sainte-Philomène, dont le tableau se trouve toujours dans l'église Saint-Pierre, Une collation sur l'herbe au temps de la Pompadour. Aidé par un ami clerc de notaire à Dreux qui deviendra notaire, il prend la diligence pour Paris où l'attend une autre carrière.
De mai 1848 au 20 novembre 1857, puis du 1er février au 19 décembre 1862. En 1854, il est nommé directeur du Théâtre-Lyrique à la suite de la mort de Jules Seveste. Nommé directeur de l'Opéra de Paris le 20 décembre 1862, il devient administrateur-entrepreneur (à son compte) le 14 mai 1866. Après la chute de l'Empire, il remet sa démission le 30 septembre 1870. Il continue toutefois de gérer l'établissement jusqu'au 9 mai 1871, date à laquelle il est révoqué. Il est ensuite administrateur général de la Comédie-Française de 1871 à sa mort.
Conseiller municipal de Paris de 1871 à 1874. Il est élu, en 1876, à l'Académie des beaux-arts, comme membre libre.
Ses obsèques ont eu lieu à l'église de la Sainte-Trinité de Paris.

## Distinctions
- Commandeur de la Légion d'honneur (1881). Il est nommé chevalier en 1852[3].